# Thaumatoptyla verrucosa
Thaumatoptyla verrucosa är en fjärilsart som beskrevs av Diakonoff 1984. Thaumatoptyla verrucosa ingår i släktet Thaumatoptyla och familjen vecklare. Inga underarter finns listade i Catalogue of Life.